# Hot (Le Sserafim EP)
Hot è il quinto EP del girl group sudcoreano Le Sserafim. È stato pubblicato il 14 marzo 2025 da Source Music e contiene cinque tracce, tra cui il singolo principale omonimo. L’EP fonde vari generi musicali, tra cui pop, rock, disco, retrò, nu jazz, Jersey club e house, e include una collaborazione con la band britannica Jungle. Il gruppo promuoverà l’EP con l’Easy Crazy Hot Tour, che includerà anche brani dai due precedenti EP, Easy (2024) e Crazy (2024).

## Contesto e pubblicazione
Il 16 febbraio 2025, Source Music annunciò che Le Sserafim avrebbero pubblicato il loro quinto EP, Hot, il 14 marzo. Il giorno successivo fu diffuso il calendario delle attività promozionali. Venne rivelato che il gruppo aveva collaborato con la band britannica Jungle, che commentò: «Le Sserafim aggiungono un fascino speciale al nostro stile di produzione». Il trailer dell'album, intitolato Born Fire, fu pubblicato il 21 febbraio, seguito dalle foto concettuali diffuse tra il 24 e il 28 febbraio. I sample audio delle tracce uscirono il 3 marzo, mentre la tracklist venne resa nota il giorno seguente, rivelando che Jungle aveva partecipato alla produzione della canzone Come Over. Il medley dell’EP fu pubblicato il 7 marzo, mentre i teaser del video musicale del singolo principale uscirono il 12 e 13 marzo. L’EP e il video ufficiale del brano Hot furono pubblicati il 14 marzo.

## Composizione
Hot contiene cinque canzoni che parlano del coraggio di inseguire ciò che si ama senza esitazioni.
La traccia introduttiva, Born Fire, racconta metaforicamente la storia di una fiamma che si accende, si spegne, si trasforma in cenere e poi si riaccende.
Il singolo principale, Hot, è una canzone pop con influenze rock e disco, che parla della disponibilità a sacrificare tutto per amore, anche senza sapere dove questo porterà.
La terza traccia, Come Over, è un brano nu jazz dalle sonorità retrò, scritto e prodotto da J Lloyd e Lydia Kitto dei Jungle.
La quarta traccia, Ash, ha un tono più sognante e misterioso, e tratta l’accettazione del dolore e la ricerca della bellezza che può emergere da esso.
Infine, So (Badum), scritta in collaborazione con le componenti Huh Yunjin, Kim Chaewon e Hong Eun-chae, è un brano Jersey club e house che parla del non avere paura di amare in modo audace.

## Promozione
Il 10 marzo, un’anteprima della traccia So (Badum) è stata inclusa in un teaser video per la collaborazione tra Le Sserafim e Overwatch 2. Il gruppo ha tenuto uno showcase di ritorno il 13 marzo e, dal giorno successivo, ha aperto due pop-up store chiamati The Hot House a Seul e Tokyo, attivi fino al 30 marzo. Per promuovere l’EP, Le Sserafim intraprenderanno l’Easy Crazy Hot Tour, che includerà anche brani tratti dai precedenti EP Easy (2024) e Crazy (2024). Il tour inizierà il 19 aprile 2025 a Incheon.

## Tracce
1. Born Fire – 2:10
Autori: Score (13) • Megatone (13) • Hybe
2. Hot – 3:25
Autori: Jackson Shanks • Supreme Boi • Ali Tamposi • Feli Ferraro • Score (13) • Megatone (13) •
• "Hitman" Bang • Huh Yunjin
3. Come Over (con Jungle) – 3:05
Autori: J Lloyd • Lydia Kitto • Score (13) • Megatone (13)
4. Ash – 3:10
Autori: Peter Rycroft • Mark Schick • Casey Smith • Boy Matthews • Huh Yunjin • "Hitman" Bang • Score (13) •
• Megatone (13) • Junhyuk • Danke • Baek Sae-im (PNP)
5. So (Badum) – 2:55
Autori: Ejae • Vitals • Anthony Watts • Huh Yunjin • "Hitman" Bang • Hong Eun-chae • Kim Chaewon